# (375005) Newsome
Pour les articles homonymes, voir Newsome.
(375005) Newsome est un astéroïde de la ceinture principale, de la famille de Hungaria.

## Description
(375005) Newsome est un astéroïde de la ceinture principale, de la famille de Hungaria découvert par l'observatoire Calvin-Rehoboth. Il présente une orbite caractérisée par un demi-grand axe de 1,91 UA, une excentricité de 0,08 et une inclinaison de 23,2° par rapport à l'écliptique.

## Compléments